# بير شفاب
بير شفاب (بالنرويجية البوكمول: Per Schwab؛ بالسويدية: Per Schwab) هو مصمم إنتاجي ورسام ومخرج سويدي ونرويجي، ولد في 17 أغسطس 1911 في Ornö ‏ في السويد، وتوفي في 2 أغسطس 1970.